# Río Primero (cidade)
Río Primero é um município da província de Córdova, na Argentina.